# روپیتسه
روپیتسه (به لاتین: Ropice) یک منطقهٔ مسکونی در جمهوری چک است که در ناحیه فریدک-میستک واقع شده‌است. روپیتسه ۱۰٫۱ کیلومتر مربع مساحت و ۱٬۵۱۲ نفر جمعیت دارد و ۳۱۰ متر بالاتر از سطح دریا واقع شده‌است.

## نگارخانه

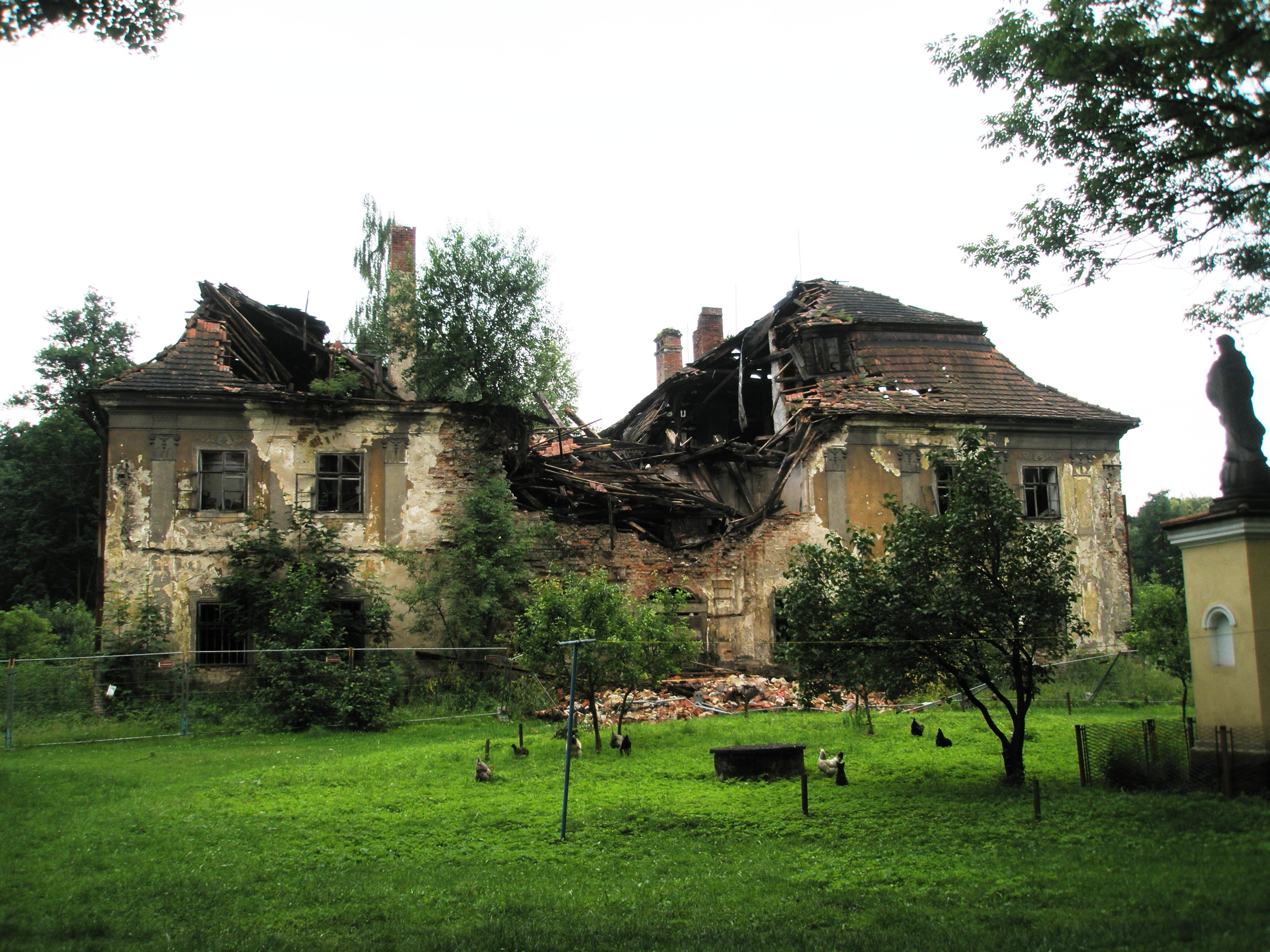
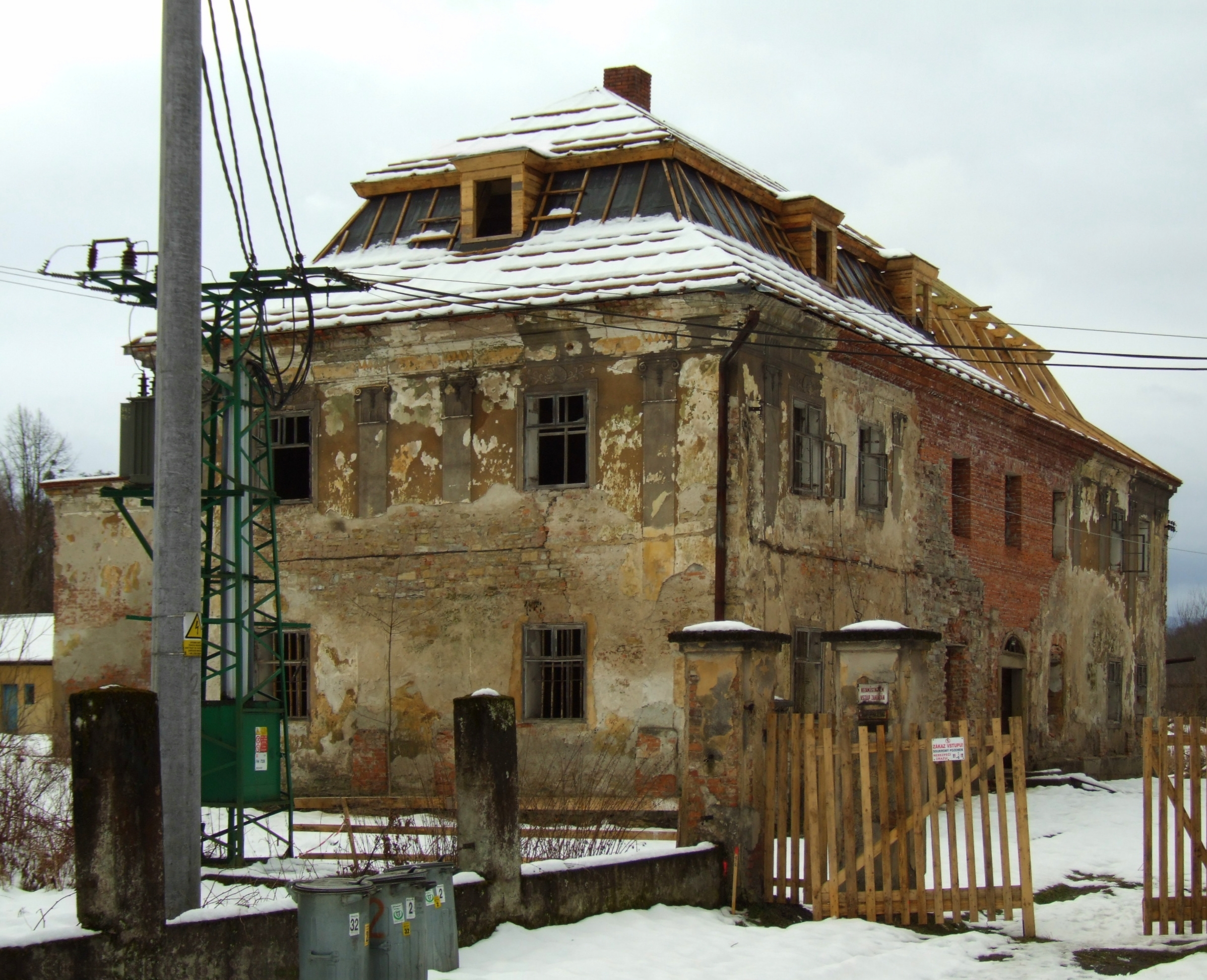
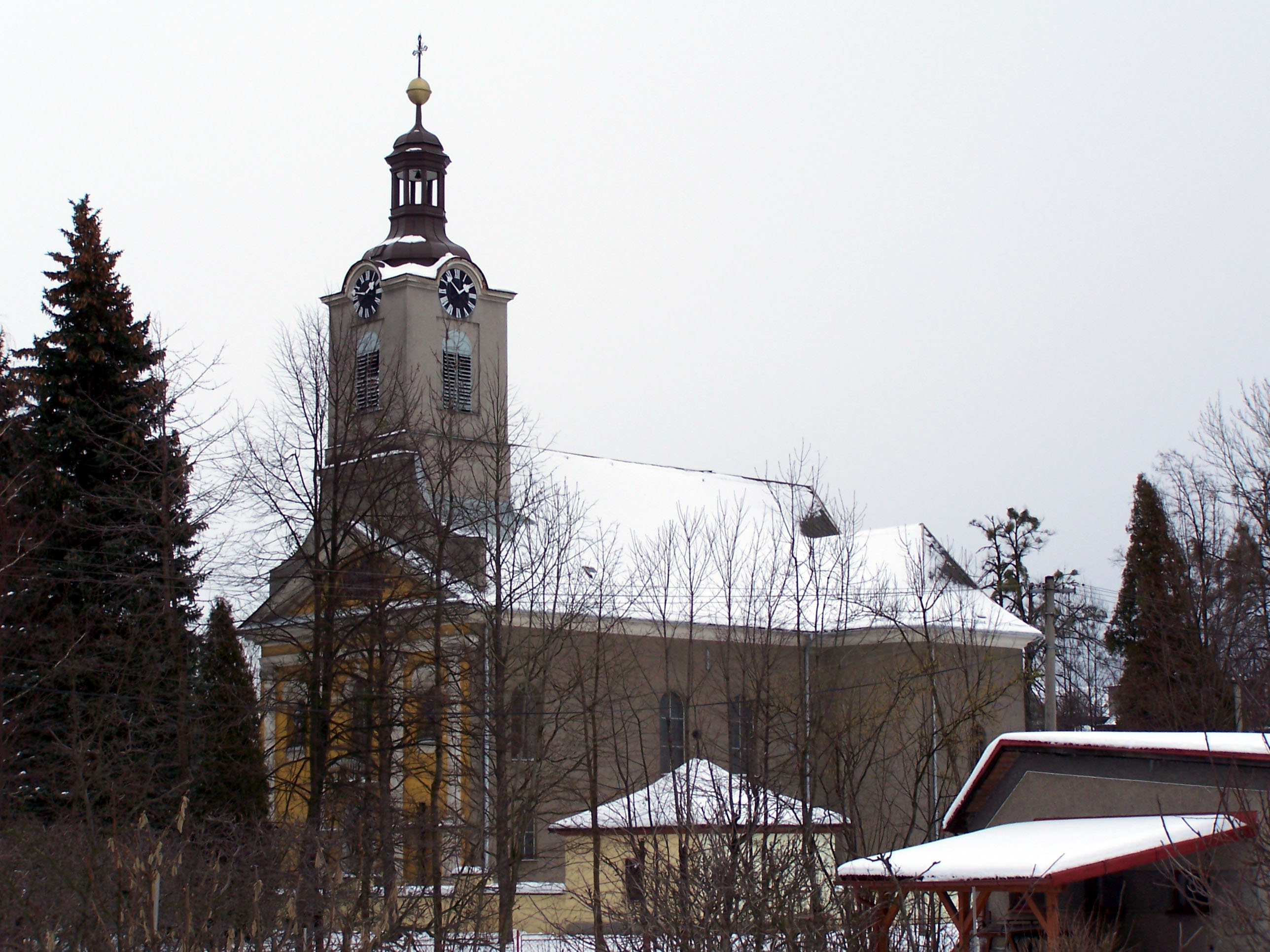
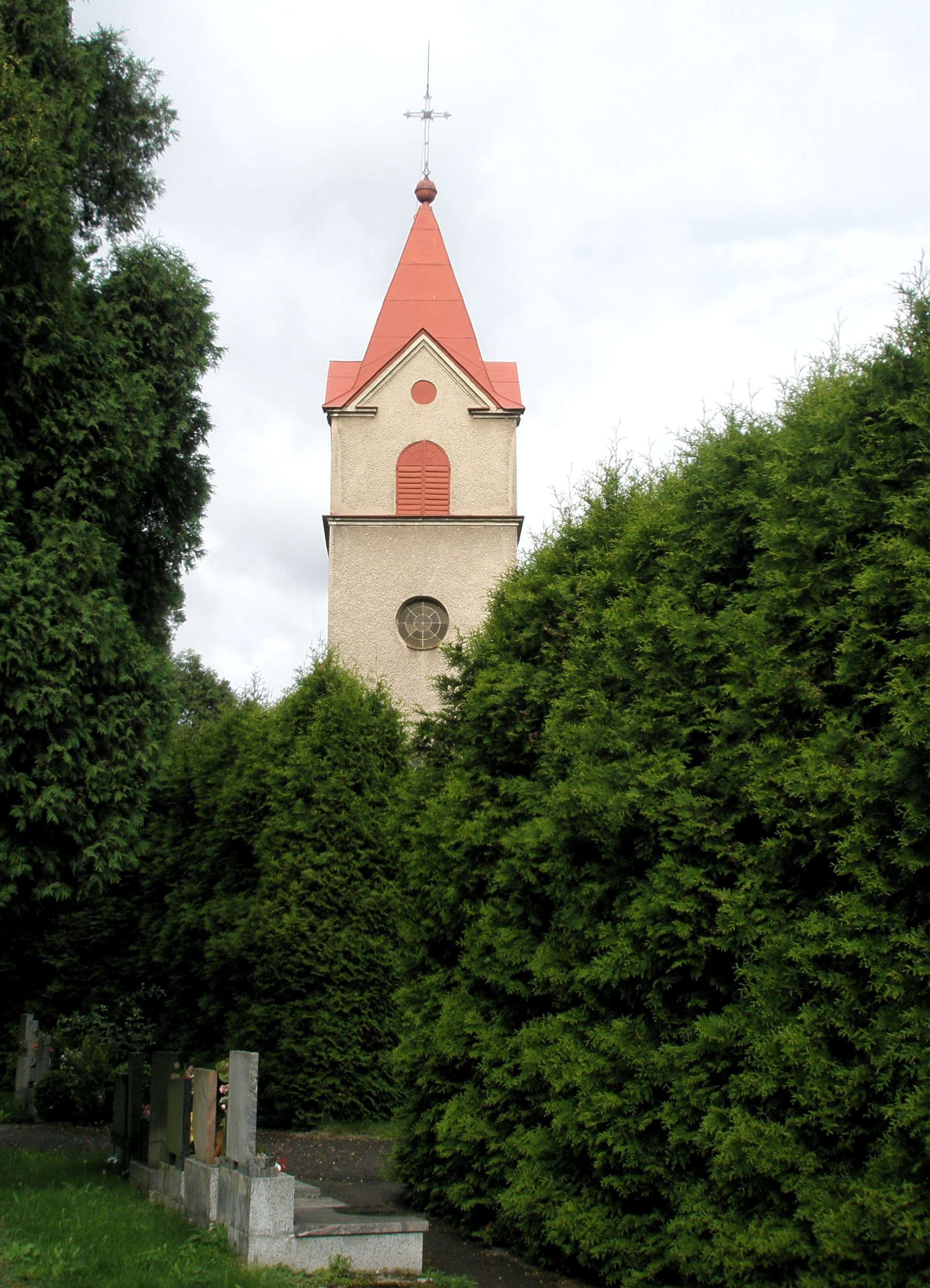